# T45 (Paralympics)
T45 und F45 sind Startklassen der paralympischen Sportarten für Sportler in der Leichtathletik. Zugehörigkeiten von Sportlerinnen und Sportlern zu den beiden Startklassen sind wie folgt skizziert:
„Die Athleten haben Beeinträchtigungen beider Arme, die die Schulter- und/oder Ellbogengelenke betreffen, wie z. B. eine beidseitige Oberarmamputation.“
Die Klassifizierung gehört zu der Obergruppe von Athletinnen und Athleten die betroffen sind von „Amputation, Fehlbildung von Gliedmaßen, eingeschränkter Muskelkraft oder passiver Gelenkbeweglichkeit“ (T/F42 – T/F46, T47, T/F51 – 54; F55 – 57, T/F61 – T/F64). Sie gehört zur Untergruppe 45–47 für Personen mit Gliedmaßenmangel, eingeschränkter Muskelkraft oder eingeschränktem passiven Bewegungsumfang der oberen Gliedmaße, die stehend ohne Unterstützung starten.
In T45 sind Sportlerinnen und Sportler eingestuft, die Beeinträchtigungen an beiden Armen haben, die die Schulter- und/oder Ellbogengelenke betreffen und die mit den Aktivitätseinschränkungen beim Laufen und Springen vergleichbar sind, die ein Athlet mit beidseitigen Amputationen oberhalb der Ellbogen erfährt.
In F45 sind Sportlerinnen und Sportler eingestuft, die mit einer Beeinträchtigung beider Arme, die die „Mindestkriterien zur Bestimmung der Behinderung“ (MDC) für Gliedmaßenmangel, eingeschränkte passive Bewegungsfähigkeit oder beeinträchtigte Muskelkraft in einem Ausmaß erfüllen, dass beide Arme eine signifikante Aktivitätseinschränkung beim Greifen und/oder Werfen der Feldgeräte aufweisen.
Gestartet wird:
- stehend
- ohne Unterstützung (Prothese/n)

Es gilt: je niedriger die Nummer, desto höher der Grad der Einschränkung. In den technischen Disziplinen sind die Wettkampfklassen der Rollstuhl-Athleten stärker differenziert als in den Rennklassen.
Zu beachten: Die Klassifizierungen und Startklassen wurden in den letzten Jahren weiter ausdifferenziert, wobei jedoch der gleiche Klassifizierungscode andere Kriterien enthalten kann. Deshalb zum Vergleich die ältere Version:„Doppelt Oberarmamputierte, Oberarm- und Unterarmverlust, Doppelunterarmverlust und diesen Einschränkungen Gleichgestellte.“